# 女刑事マキ
『女刑事マキ』（おんなけいじまき）は、植田まさしによる日本の4コマ漫画。

## 概要
読売新聞社発行の雑誌『週刊読売』において『すっから母さん』の連載終了に続いて連載された、刑事である田中マキとその同僚や家族の騒動を描いた作品である。『週刊読売』が『読売ウイークリー』にリニューアルされたことに伴って連載を終了した。連載の開始時および終了時にも作中で特にイベントはなく、普段通りの話が展開された。

## 登場人物
田中マキ
主人公。刑事として犯罪捜査や犯人逮捕、取り調べなどをするとともに家庭人として家事もこなす。
特徴的な目立つ鼻は、時に誇張されて胸よりも大きいなどとネタにされており、本人のコンプレックスになっている。
危ない橋を渡り慣れており、体に複数の銃痕がある。仕事中に時々昇級試験の勉強をしている。
父親に日本警察改造論を提唱した田中角営刑事や、高校の同窓生に土井タカがいる。
小川刑事
マキの後輩で相棒として共に行動することが多い。何度か彼女探しネタがあったが、最後まで彼女はできなかった。
尾行中の犯人にばれないように、マキとカップルのフリをしてキスをした際にはショックで入院し、マキがコギャルの変装をした際にはなんと、吐き気を催すなど、マキに対し女性としての魅力は全く感じていない様子。
課長
マキの上司。マキの破天荒な言動に苦労することが多い。
その他の同僚
山田刑事、山本刑事、大山刑事、鈴木刑事など。また田中マキ以外の女性の刑事もいる。
夫
一般企業に勤めているサラリーマン。作中一度も名前が出てこなかった。
マキとの間に2人の子供がいる。長女はみどり、長男はけんいち。共に中高生ぐらいの歳。